# Saturnia complexa
Saturnia complexa är en fjärilsart som beskrevs av Tutt 1902. Saturnia complexa ingår i släktet Saturnia och familjen påfågelsspinnare. Inga underarter finns listade.